# Garni
Garni (in armeno Գառնի?), fino al 1936 Bash Gyarni è un comune di 7 415 abitanti (2008) della provincia di Kotayk' in Armenia, situato a circa 32 km a sud-est di Erevan, noto soprattutto per il suo complesso archeologico fortificato. Il sito riceve un gran numero di visitatori ogni anno, anche perché è situato sulla strada del noto monastero di Geghard (7 km a sud-est di Garni).

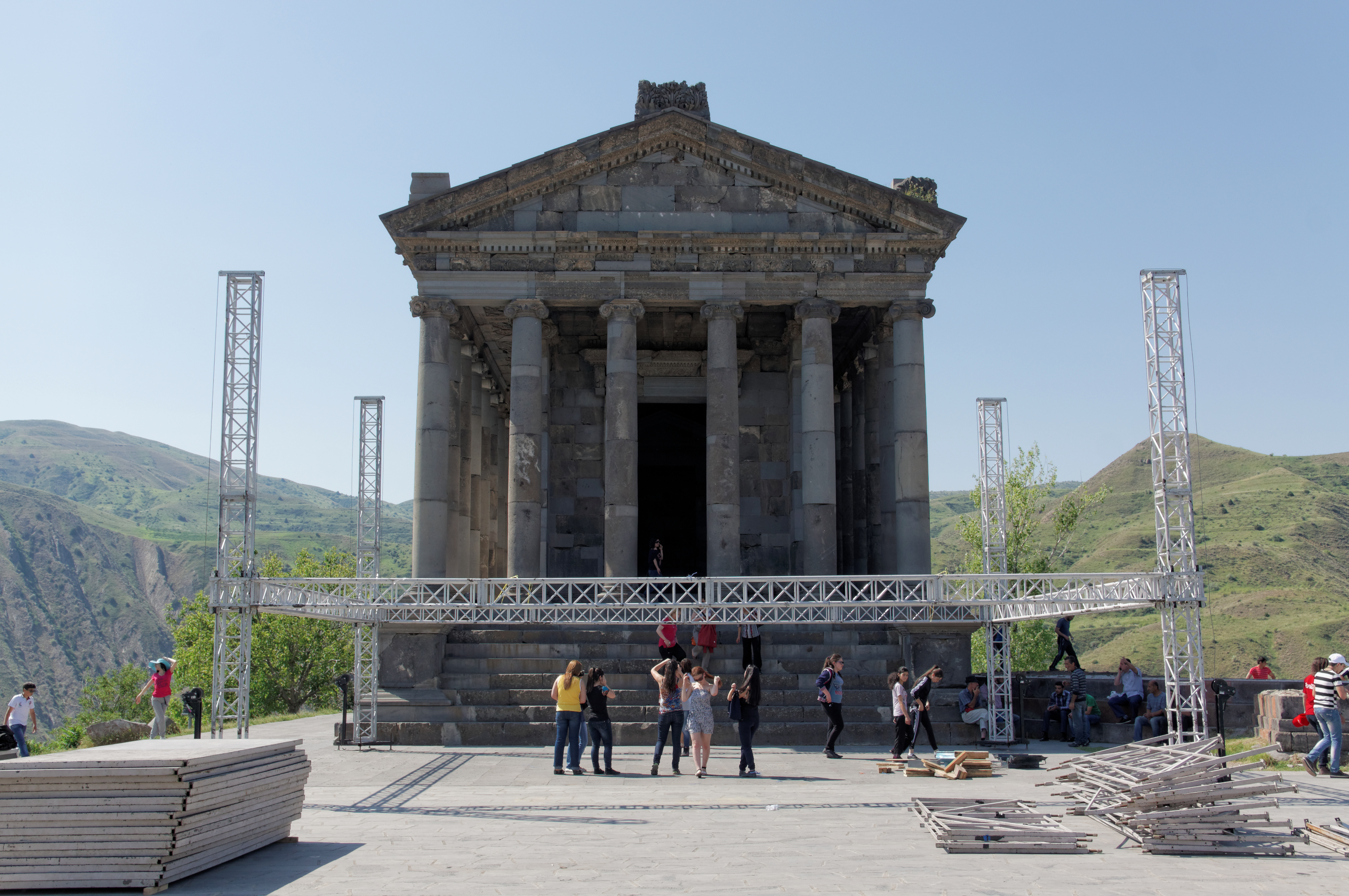
Tempio di Garni

Nel III millennio a.C. una prima fortificazione fu costruita nella zona, su un terreno facilmente difendibile, in prossimità di un'ansa formata dal fiume Azat.
Conquistata nell'VIII secolo a.C. dal re di Urartu Argishti I, la fortezza divenne base militare e residenza estiva del sovrano. 
Intorno al I secolo d.C. la fortezza di Garni divenne l'ultimo rifugio del re Mitridate d'Armenia in ritirata durante la guerra iberico-armena di fronte alla avanzata dei confinanti iberi comandati dal nipote Radamisto. Mitridate e la sua famiglia si arresero e furono proditoriamente assassinati. L'Armenia fu allora occupata dai Parti che spodestarono dopo alterne vicende Radamisto e insediarono sul trono Tiridate I. Questi fece costruire molti edifici, tra i quali il palazzo reale, i bagni e uno degli edifici più famosi: un tempio ad imitazione del Partenone. Di particolare interesse sono i bagni, situati nella parte settentrionale del sito, che presentano una cella di riscaldamento ancora ben conservata. Il pavimento interno del bagno è decorato con mosaici ispirati a figure della mitologia greca, tra le quali spicca Teti. Una delle iscrizioni in koinè greca recita: 
"ΜΗΔΕΝ ΛΑΒΟΝΤΕΣ ΗΡΓΑΣΑΜΕΘΑ"; e cioè: "senza aver preso nulla, abbiamo lavorato".
La costruzione del tempio fu forse finanziata grazie al denaro che il re armeno ricevette dall'imperatore Nerone durante la sua visita a Roma. Il tempio era probabilmente dedicato al dio Mitra. La copertura dell'edificio è sorretta da 24 colonne di ordine ionico. Diversamente da altri templi greco-romani, quello di Garni presenta un basamento di basalto.
Dopo la conversione degli armeni al Cristianesimo, alcune chiese e il palazzo di un Catholikos furono costruiti entro i confini della fortezza: anche di questi edifici, come tutti gli altri (fatta eccezione per il tempio), rimangono solo alcune rovine.
Al di fuori della zona fortificata si trovano altri luoghi di culto: una chiesa dedicata a Maria, un'altra dedicata a San Mashtots, oltre alle rovine del monsatero di Havuts Tar.
La fortezza fu infine saccheggiata nel 1386 da Timur Lenk e il tempio andò distrutto in seguito ad un terremoto nel 1679. Gran parte dei pezzi originari rimasero sul posto fino al XX secolo cosicché, tra il 1969 e il 1979, fu possibile ricostruire la struttura.
Negli ultimi anni, alcuni archeologi hanno avanzato un'altra ipotesi circa l'origine del tempio: esso, infatti, sarebbe stato costruito quale sepolcro del re armeno Sohaemus. Se fosse così, la costruzione del tempio andrebbe postdatata al 175 d.C.